# Turismo en la Luna

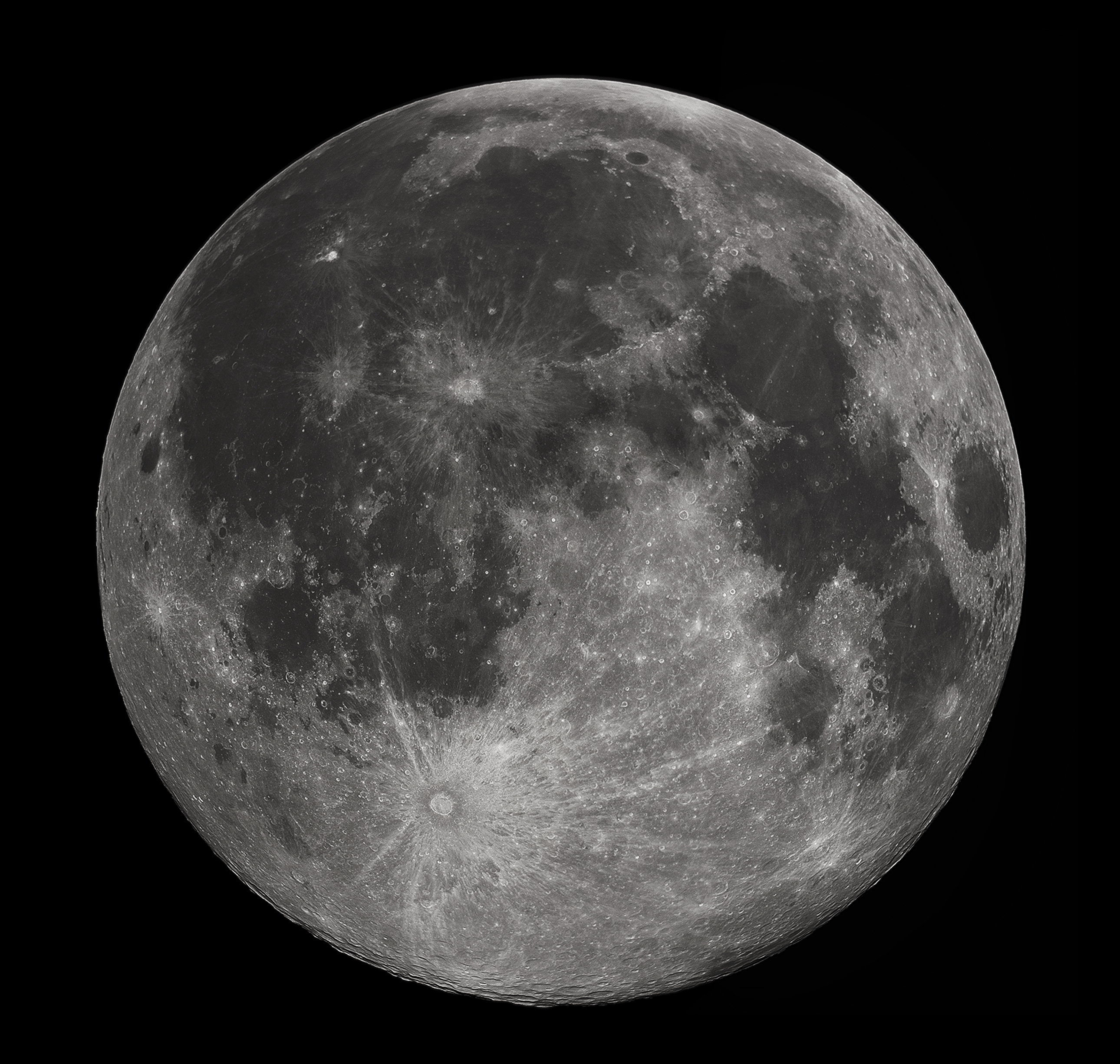
La Luna

  El turismo en la Luna, también conocido como turismo lunar, se refiere al turismo espacial en o alrededor de la Luna, el satélite natural del planeta Tierra. Algunas compañías de turismo espacial están planeando ofrecer el turismo en la Luna en un futuro próximo. Algunas empresas individuales estiman o afirman que el turismo en la Luna será una realidad en algún momento entre 2020-2043.

## Compañías

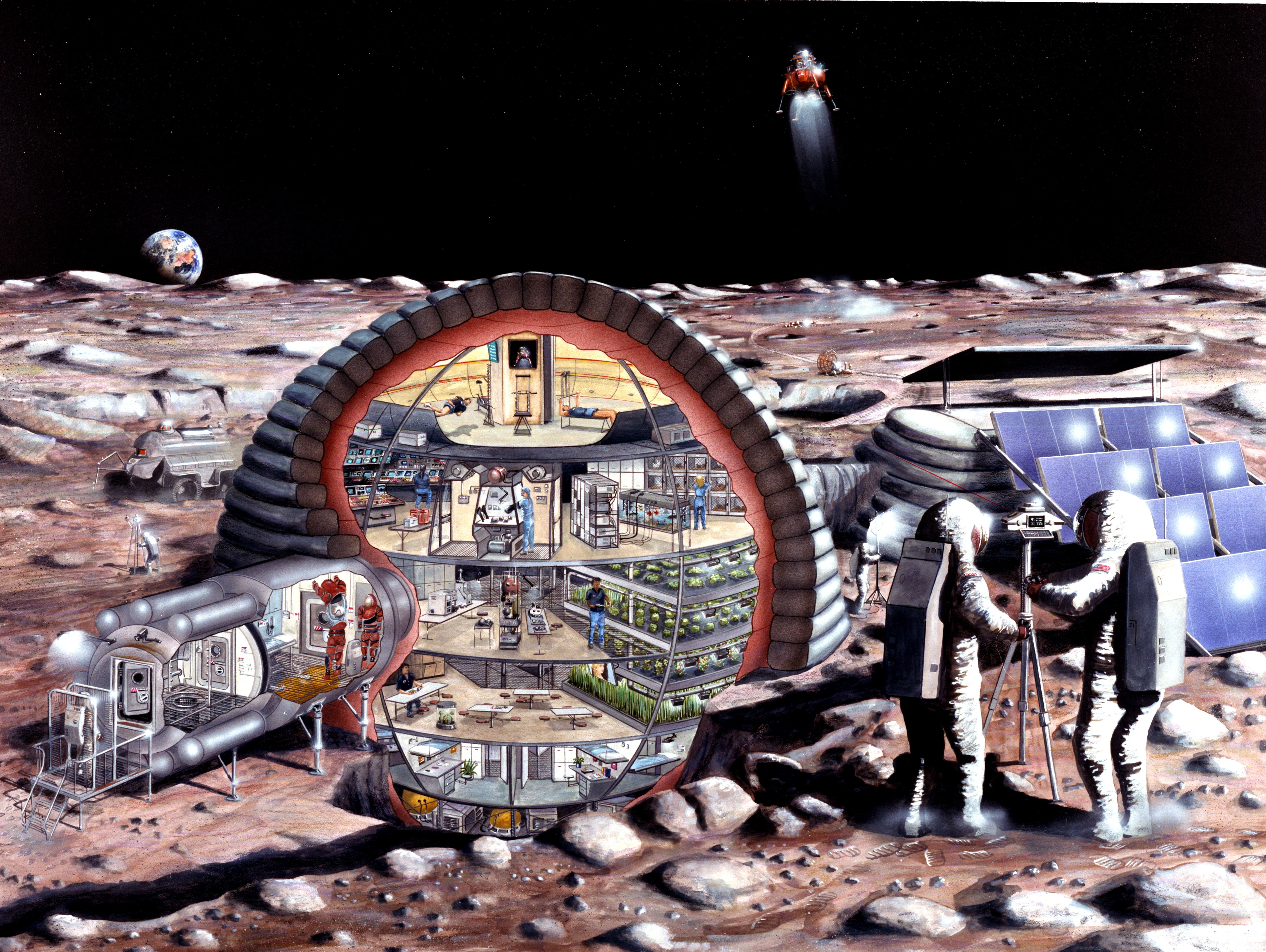
Concepto artístico de una posible base lunar

Las empresas de turismo espacial que han anunciado que llevarán a cabo el turismo lunar incluyen a:  
- Golden Spike Company[4]
- Space Adventures[5]
- Excalibur Almaz[5]
- Virgin Galactic[1]
- SpaceX[6][7]

## Tipos

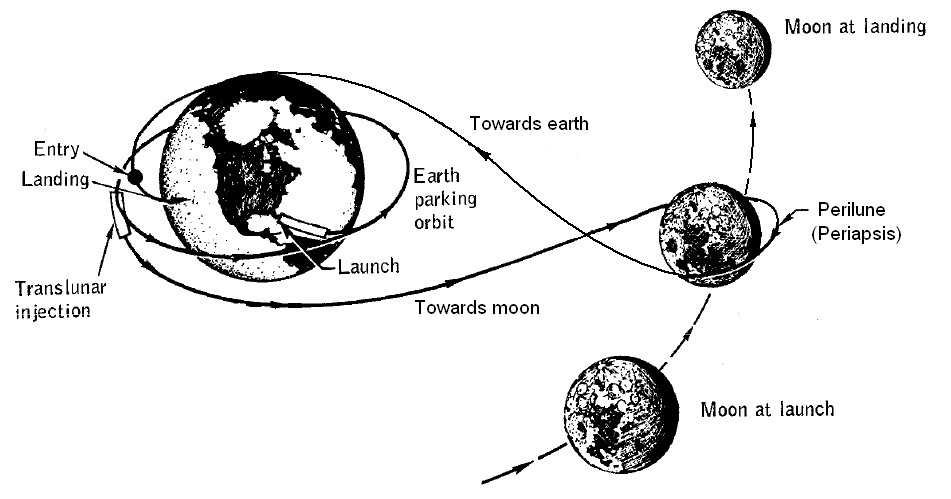
Bosquejo de la trayectoria circumlunar de retorno libre

- Circunlunar: En este tipo de turismo lunar, la nave espacial no aterriza en la superficie de la Luna; sino que gira en torno a la Luna usando una trayectoria circunlunar y regresa a la Tierra. De acuerdo con Space Adventures, los turistas estarán a 100 km de la superficie lunar.[8][9] El proyecto #dearMoon de SpaceX.
- Alunizaje: En este tipo de turismo, los turistas podrán aterrizar en la superficie de la Luna. Los tripulantes de la nave que la ESA mandará en 2024 serán quienes podrán realizar este tipo de turismo.[10][11]

## Costo
Algunas de las empresas del nuevo turismo espacial han declarado los costos por cada turista para un viaje a la Luna.  
- Turismo circumlunar: Excalibur Almaz y Space Adventures estarán cobrando US$150 millones por asiento, un precio que incluye meses de entrenamiento en tierra, aunque este es solo un vuelo sobre la superficie lunar y no va a alunizar.[5][9][12]
- Alunizaje: Golden Spike Company estará cobrando US$750 millones por asiento para el futuro turismo alunizado.[13][4]

## Posibles atracciones
Dos atractivos naturales estarían disponibles en un vuelo circumlunar u órbita lunar, sin aterrizar:
- Vista de la cara oculta de la Luna
- Vista de la salida y puesta de la Tierra en el horizonte lunar

Otras posibles atracciones incluyen: 
- Cráteres lunares, por ejemplo el cráter Peary, el cráter Copérnico y el cráter Aitken del Polo Sur; montes, por ejemplo el Monte Pico y valles, como por ejemplo el Valle Alpino.[14][15]
- Moon Impact Probe de India[16]

### Conmemoraciones en la Luna
Hay restos de varias misiones dejados en la Luna: 
- Cada uno de los Apolo, Apolo 11, 12, 14, 15, 16, y 17, ha dejado una placa conmemorativa y una bandera de Estados Unidos en sus lugares de alunizaje.[17]
- El astronauta caído es una escultura de aluminio de 8,5 cm, acompañado por una placa con la lista de vidas estadounidenses y soviéticas perdidas en el avance de la exploración espacial, dejado cerca del sitio de aterrizaje del Apolo 15 en Hadley Rille.[18]
- Banderines de la Unión Soviética en la nave espacial no tripulada Luna 2, que impactó en la Luna en septiembre de 1959[19]

## Protección de los hitos lunares
El sitio del primer aterrizaje humano en un cuerpo extraterrestre, Base Tranquilidad, se ha determinado que tiene importancia cultural e histórica de los estados de California y Nuevo México, que han enumerado en su registro de patrimonio, ya que sus leyes sólo requieren que los sitios mencionados tengan alguna asociación con el Estado. A pesar de la ubicación del Centro de Control de Misión en Houston, Texas no ha concedido el estatuto similar al sitio, ya que sus leyes de preservación histórica limitan tales designaciones a las propiedades ubicadas dentro del estado.
El Servicio de Parques Nacionales de Estados Unidos se ha negado a concederle un Hito Histórico Nacional al estado, debido a que el Tratado del Espacio Exterior prohíbe a cualquier nación reclamar la soberanía sobre cualquier organismo extraterrestre. No se ha propuesto como un Patrimonio de la Humanidad desde las Naciones Unidas para la Educación, la Ciencia y la Cultura (UNESCO), que supervisa ese programa y limita a las naciones de la presentación de los sitios dentro de sus propias fronteras.
El interés en crear alguna protección formal a sitios de aterrizaje lunares históricos creció a principios del siglo 21 con el anuncio del Premio Google Lunar X Prize para que las empresas privadas puedan construir con éxito una nave espacial capaz de llegar a la Luna; se ofreció un bono de US$1 000 000 para cualquier competidor que visite un sitio histórico en la Luna. Un equipo, dirigido por Astrobotic Tecnologhy, anunció que intentará aterrizar una nave en la Base Tranquilidad. A pesar de que los planes se cancelaron, la controversia se trasladó a la NASA para solicitar que cualquier otra misión a la Luna, privada o gubernamental, humana o robótica, mantengan una distancia de al menos 75 metros del sitio.

## Galería

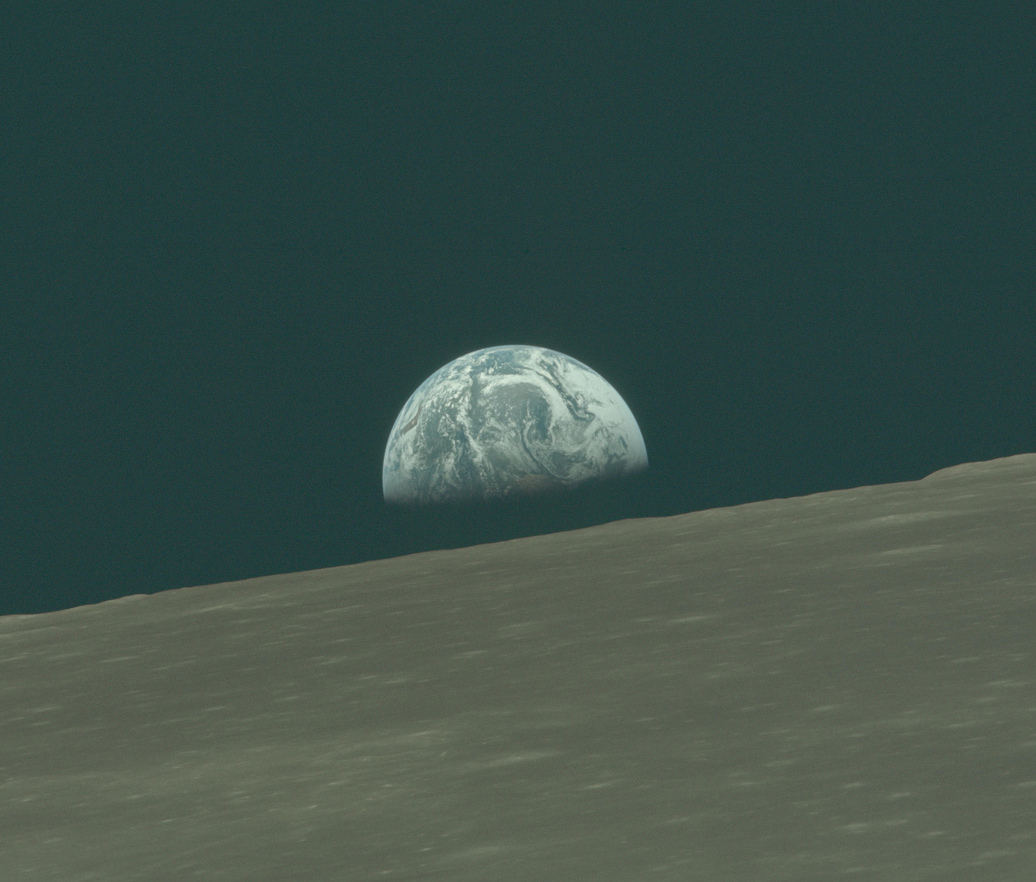
Una vista de la Tierra elevándose sobre el horizonte lunar fotografiado desde el Módulo Lunar del Apolo 10
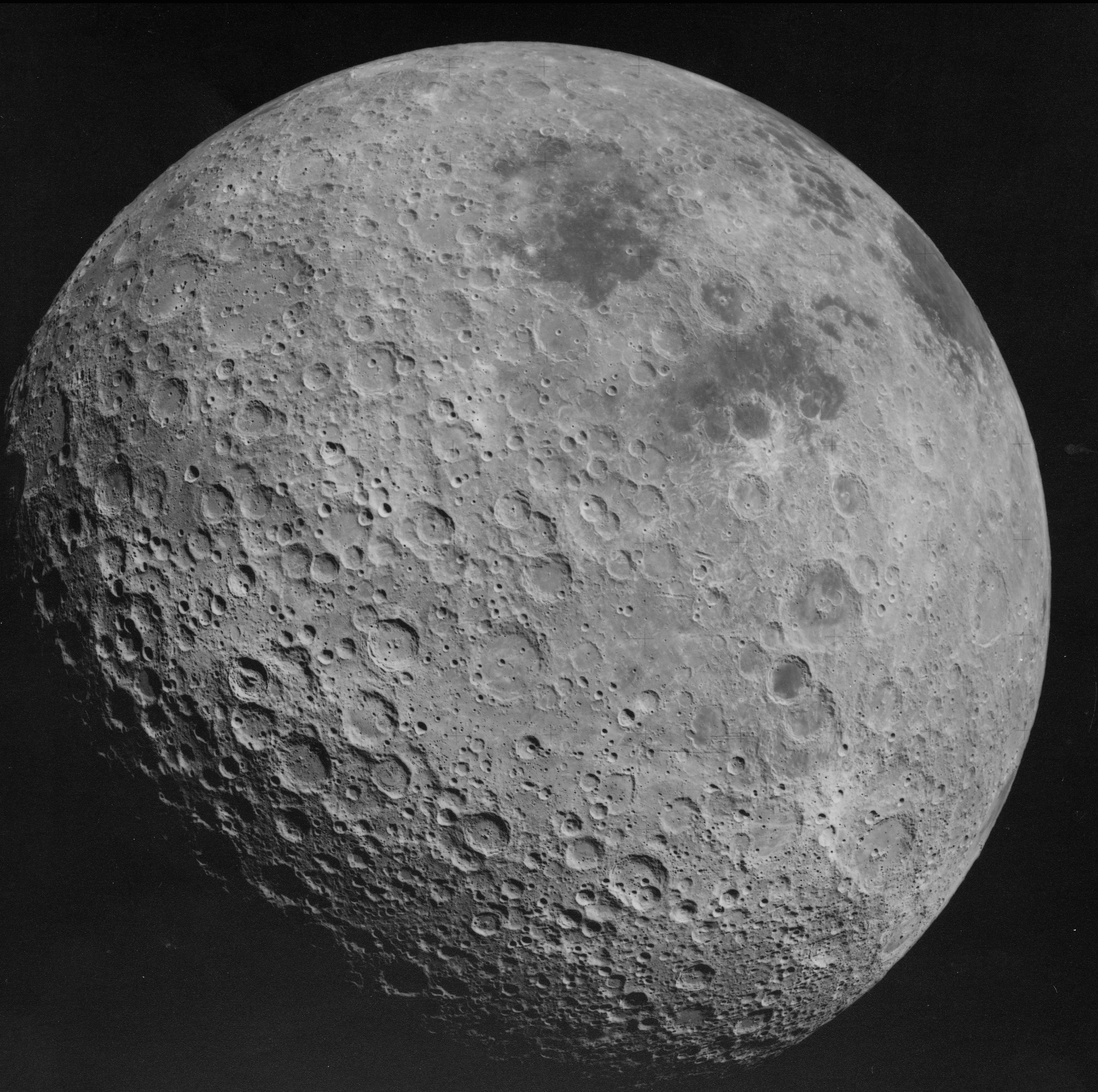
La cara oculta de la Luna fotografiada por miembros del Apolo 16
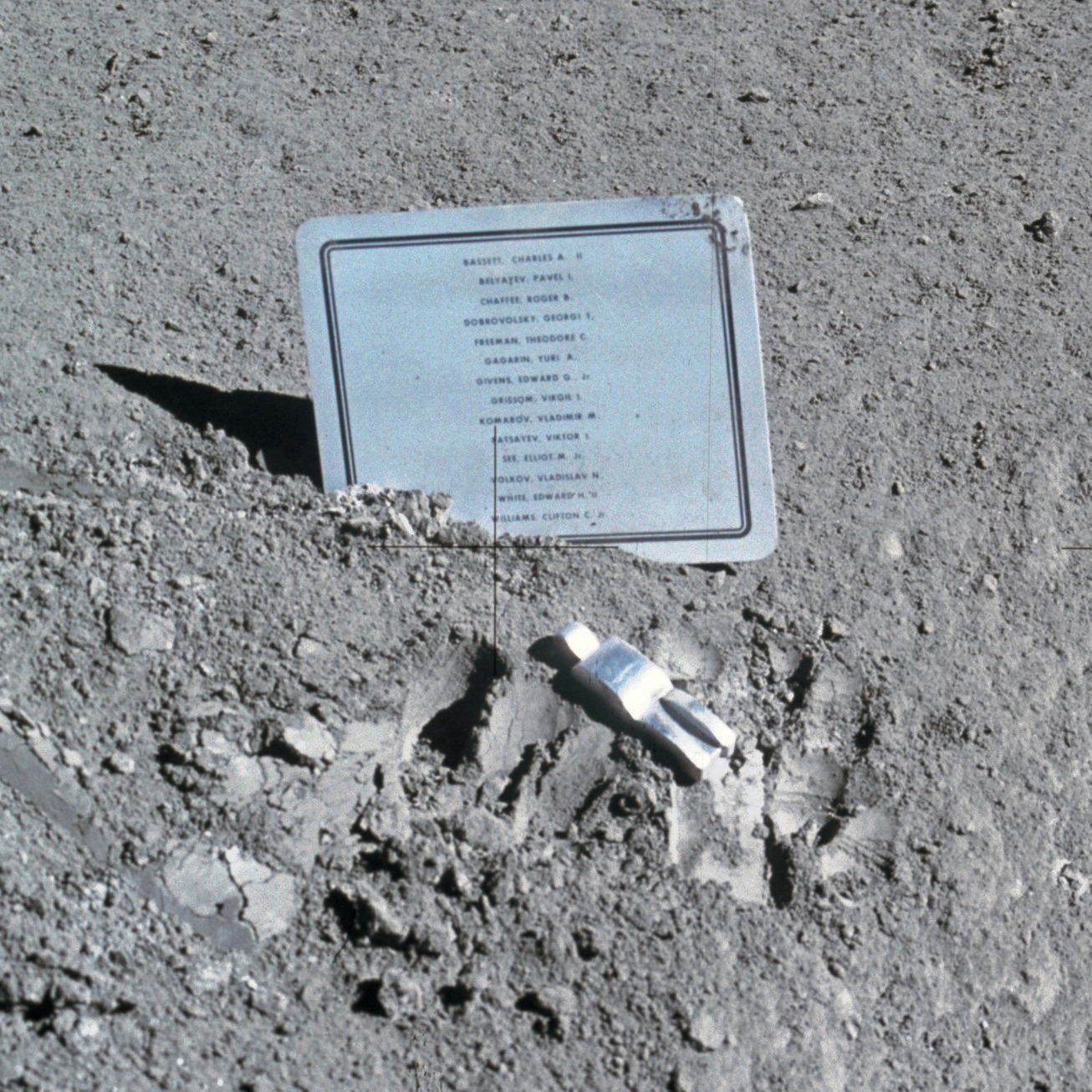
El astronauta caído, placa y figura colocadas por la tripulación del Apolo 15 en memoria de los astronautas estadounidenses y soviéticos fallecidos.
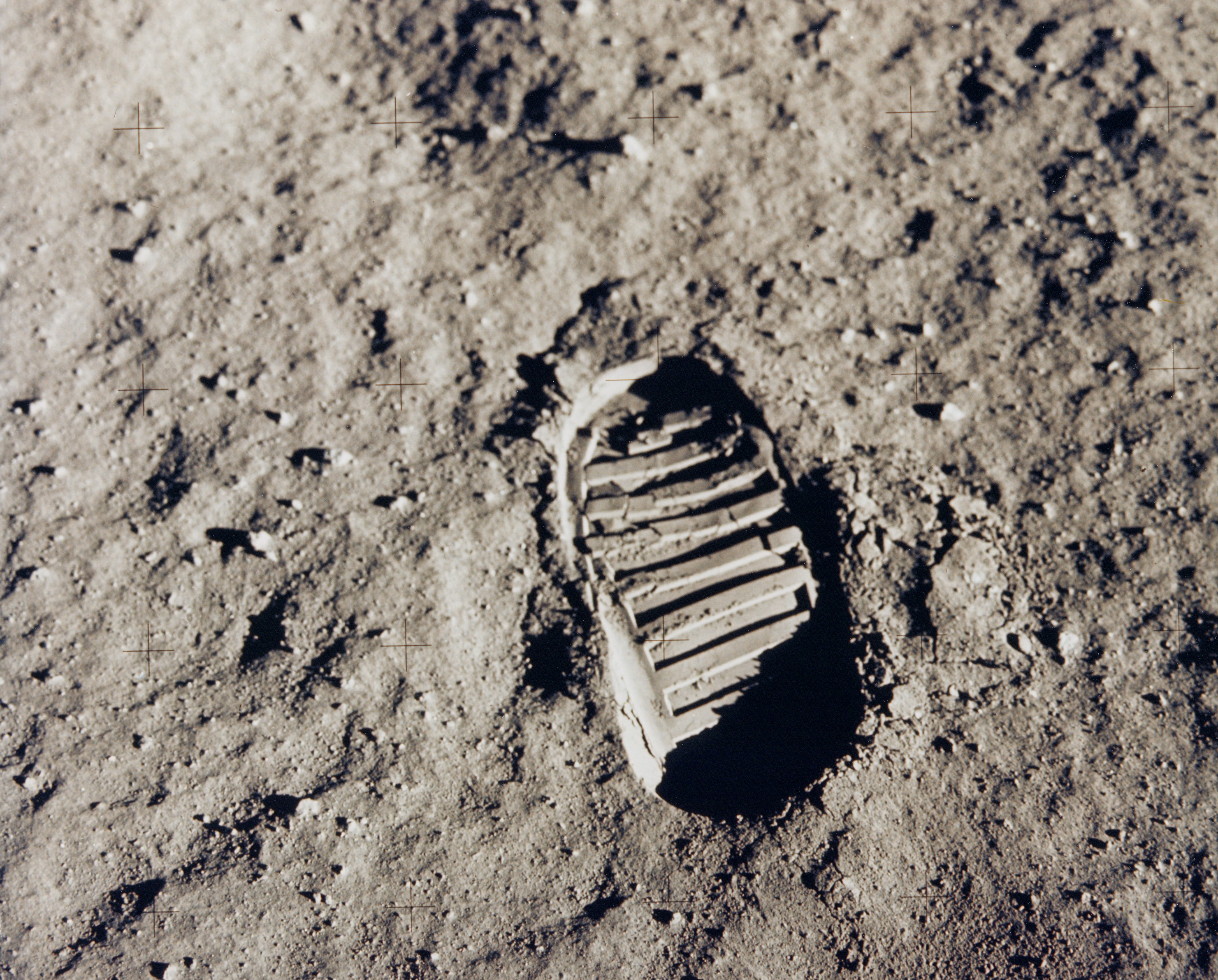
Huella impresa en polvo lunar creada y fotografiada por Buzz Aldrin para el estudio de la mecánica de suelos durante la caminata lunar del Apolo 11

## Misiones propuestas
La empresa estadounidense Space Adventures anunció planes para llevar a dos turistas espaciales a menos de 100 kilómetros de la superficie lunar mediante una nave espacial Soyuz pilotada por un cosmonauta profesional. El viaje, de concretarse, tendría una duración aproximada de una semana.
La compañía Excalibur Almaz, con sede en la Isla de Man, propuso enviar a tres turistas en un vuelo circumlunar utilizando módulos reacondicionados de la estación espacial soviética Almaz. Se preveía que la misión durara cerca de seis meses, aunque los vehículos nunca fueron lanzados y finalmente fueron reutilizados como material expositivo y educativo.
En febrero de 2017, la empresa SpaceX anunció que había recibido depósitos para una misión de una semana alrededor de la Luna, prevista inicialmente para finales de 2018. El plan contemplaba el uso de una cápsula Crew Dragon tripulada por dos turistas, que sería lanzada mediante un cohete Falcon Heavy. Sin embargo, en 2018 la compañía modificó sus planes y anunció que las primeras misiones tripuladas de turismo espacial se realizarían utilizando el futuro Starship, cancelando así el vuelo turístico en la Crew Dragon.